# Erwin Isbouts
Erwin Isbouts (Veldhoven, 9 april 1988) is een Nederlands voormalig betaald voetballer die speelde voor FC Eindhoven. Hij maakte zijn debuut op 11 augustus 2006 in de uitwedstrijd tegen VVV-Venlo. De wedstrijd eindigde in 1-1. Isbouts was voornamelijk actief in het tweede elftal van FC Eindhoven en speelde hierna nog één officiële wedstrijd in de hoofdmacht, een thuiswedstrijd tegen Stormvogels Telstar (0-0) op 10 augustus 2007. Nadat in 2008 zijn contract bij FC Eindhoven afliep verliet hij de club en ging hij verder in het amateurvoetbal.

## Carrière
| 2006/07 | FC Eindhoven | 1 | 0 | Eerste divisie |   |   |   |   |   |
| 2007/08 | FC Eindhoven | 1 | 0 | Eerste divisie |   |   |   |   |   |
| Totaal  | Totaal       | 2 | 0 | 0              | 0 | 0 | 0 | 0 | 0 |